# Aumale
Aumale – miejscowość i gmina we Francji, w regionie Normandia, w departamencie Sekwana Nadmorska.
Według danych na rok 1999 gminę zamieszkiwało 2024 osoby, a gęstość zaludnienia wynosiła nieco ponad 223 osoby/km² (wśród 1421 gmin Górnej Normandii Aumale plasuje się na 87. miejscu pod względem liczby ludności, natomiast pod względem powierzchni na miejscu 402.).

## Współpraca
- Csurgó, Węgry
- Cuckfield, Anglia